# Park Narodowy Juan Crisóstomo Falcón
Park Narodowy Juan Crisóstomo Falcón, również Park Narodowy Sierra de San Luis (hiszp. Parque nacional Juan Crisóstomo Falcón) – park narodowy w północnej części Wenezueli położony w stanie Falcón. Został utworzony 6 maja 1987 roku i zajmuje obszar 200 km². W 2005 roku został zakwalifikowany przez BirdLife International jako ostoja ptaków IBA. Na północ od niego znajduje się Park Narodowy Médanos de Coro, a na południowy zachód Park Narodowy Cerro Saroche.

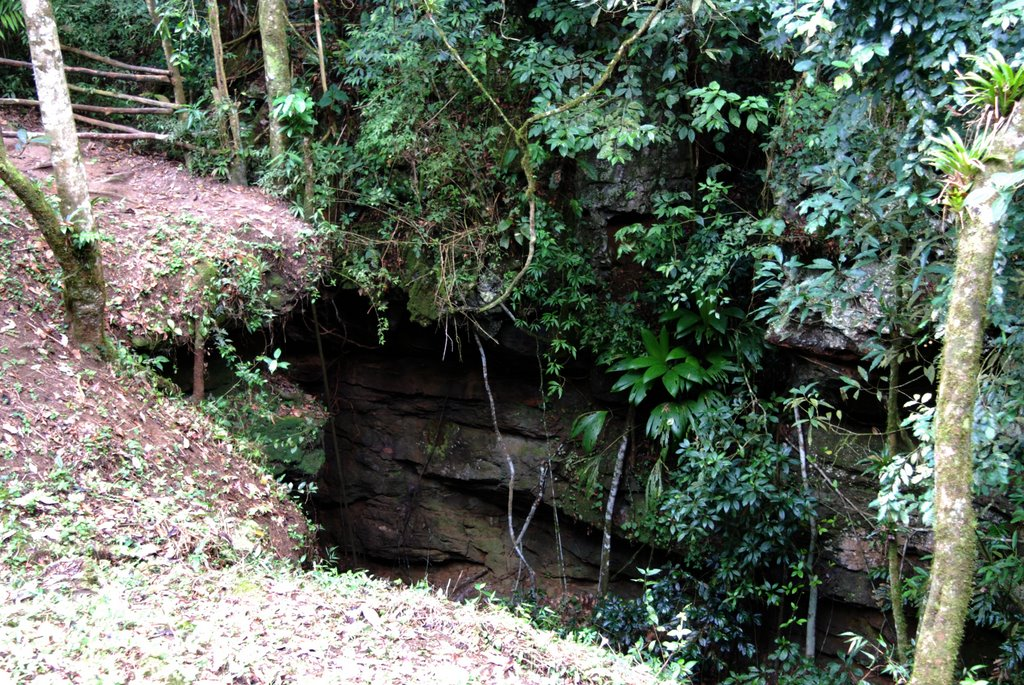
Wejście do jednej z jaskiń – Haiton del Guarataro

## Opis
Park obejmuje część pasma górskiego Sierra de San Luis (system górski Corian), na wysokościach od 1000 do 1500 m n.p.m. Najwyższym szczytem jest Cerro Galicia położony w zachodniej części parku. Mają tu źródła takie rzeki jak np.: Ricoa, Coro, Mitare, Acarigua i Hueque. Znajduje się dużo wodospadów (np.: Hueque), jezior i jaskiń, w tym położone w jaskini jezioro La Fosa de San Luis uważane za największy podziemny zbiornik wody w Ameryce Łacińskiej. Niżej położone obszary parku pokrywa wilgotny las równikowy. Wyżej występują lasy mgliste i sawanna (powyżej 1000 m n.p.m.).
Średnia roczna temperatura w parku wynosi +20 °C, a roczne opady wahają się od 1000 mm do 1600 mm.

## Flora
W lasach rosną m.in.: Randia aculeata, Urera caracasana, Capparis verrucosa, Acacia glomerosa, Protium tovarense, Ladenbergia moritziana, Carica microcarpa, jadłoszyn baziowaty, Cercidium praecox, Opuntia wentiana, Opuntia caribaea, Croton choristolepis, Didymopanax morototoni, Cochlospermum vitifolium, Protium tovarense, Trophis racemosa, a także kilka gatunków palm takich jak np.: Geonoma undata, Chamaedorea pinnatifrons i Wettinia praemorsa. 

## Fauna
Fauna w parku nie została dokładnie zbadana. Ssaki tu występujące to m.in.: ocelot wielki, aguti złocisty, koendu brazylijski, puma płowa, paka nizinna i tamandua południowa.
W parku odnotowano 176 gatunków ptaków. Są to zagrożony wyginięciem (EN) czyż czerwony, a także m.in.: drobik łuskowany, złocik krótkosterny, fiołkowik, liściowiec wenezuelski, złocik wenezuelski, owocojad wenezuelski, piona koralodzioba, pieprzojad zmienny, dzwonnik brodaty, czakalaka rdzaworzytna i tłuszczak.
Gady i płazy występujące w parku to m.in.: boa dusiciel, Bothrops colombiensis, legwan zielony, Dendropsophus luteoocellatus, Scinax rostratus, Anadia steyeri i Mabuya falconensis.